# La mort de Iugoslàvia
La mort de Iugoslàvia (títol original en anglès, The Death of Yugoslavia) és un documental de la BBC en 6 episodis i de cinc hores de duració que es va emetre per primera vegada el 1995, i és també el nom d'un llibre escrit per Allan Litle i Laura Silber que acompanya la sèrie documental. Cobreix el col·lapse de Iugoslàvia i les guerres posteriors que hi van seguir. És notable en la seva combinació d'imatges d'arxiu documental intercalades amb entrevistes de la majoria dels principals actors en el conflicte, incloent-hi Slobodan Milošević, Radovan Karadžić, Franjo Tuđman i Alija Izetbegović.
A causa de la gran quantitat d'entrevistes amb prominents líders i comandants del conflicte, s'hi ha utilitzat amb freqüència pel Tribunal Penal Internacional per a l'antiga Iugoslàvia en els judicis.
Tots els documents relacionats amb la sèrie de documentals, incloses les transcripcions completes de les moltes entrevistes valuoses realitzades amb els participants, es van presentar al Liddell Hart Centre for Military Archives del Kings College, Universitat de Londres.

## Repartiment
- Blagoje Adžić
- Yasushi Akashi
- Slobodan Milošević
- Ivan Stambolić
- Borisav Jović
- Raif Dizdarević
- Azem Vllasi
- Radovan Karadžić
- Franjo Tuđman
- Alija Izetbegović